# گودلند (مینه‌سوتا)
گودلند (به انگلیسی: Goodland) یک منطقهٔ مسکونی در ایالات متحده آمریکا است که در شهرستان ایتاسکا، مینه‌سوتا واقع شده‌است. گودلند ۶۰ نفر جمعیت دارد و ۴۳۱٫۹۱ متر بالاتر از سطح دریا واقع شده‌است.